# Institut suisse de recherche sur le climat et la médecine de haute montagne
L'Institut suisse de recherche sur le climat et la médecine de haute montagne, appelé en allemand Schweizerische Forschungsinstitut für Hochgebirgsklima und Medizin est un institut de recherche privé situé à Davos, en Suisse. Il est composé de deux départements, l'Institut suisse de recherche sur les allergies et l'asthme et l'observatoire physico-météorologique de Davos.

## Histoire
L'institut a été créé le 26 mars 1922 sous le nom d'institut sur la physiologie de haute montagne et de recherche sur la tuberculose à la villa Silvana de Davos. Son premier président en était le docteur Florian Buol (1854-1924). Par la suite, le docteur berlinois Adolf Loewy a rejoint d'institut pour mener différentes études dans le domaine de physiologie d'altitude. En 1926, le Physikalisch-Meteorologisches Observatorium Davos (PMOD) a été rattaché à l'institut.

## Sources
- (de) Cet article est partiellement ou en totalité issu de l’article de Wikipédia en allemand intitulé « Schweizerisches Forschungsinstitut für Hochgebirgsklima und Medizin » (voir la liste des auteurs).